# 645
645 (DCXLV) var ett normalår som började en lördag i den julianska kalendern.

## Händelser

### Okänt datum
- Bysantinerna återerövrar Alexandria från araberna.
- I Japan avrättas Naka no Ōe no Ōji och Nakatomi no Kamatari samt Soga no Iruka och hans far Soga no Emishi (Isshiincidenten).
- Kejsarinnan Kogyokus styre i Japan upphör. Kejsar Kōtoku övertar. Naka no Ōe no Ōji blir kronprins.
- Anhängare till Prins Shōtoku erhåller makt i Japan.
- Goguryeogeneralen Yang Man-chun gör motstånd mot Kejar Taizong av Tang.

## Födda
- Yazid I, kalif av Umayaddynastin
- Jitō, regerande kejsarinna av Kina.

## Avlidna
- 10 juli — Soga no Iruka (avrättad i vad som senare kommit kallas Isshiincidenten)
- Cen Wenben, kinesisk kansler av Tangdynastin, en utgivare av Zhouboken (född 595)
- Li Chengqian
- Yan Shigu